# A Napoli non piove mai
A Napoli non piove mai è un film italiano del 2015, scritto, diretto e interpretato da Sergio Assisi.

## Trama
Napoli. Barnaba è un trentottenne affetto dalla sindrome di Peter Pan, che non è mai riuscito a trovare un lavoro dopo la laurea in Giurisprudenza (conseguita più che altro per far piacere al padre); per questa sua immaturità è lasciato dalla sua fidanzata. Jacopo, timido e introverso, soffre della sindrome dell'abbandono, viene abbandonato dalla sua donna sull'altare e tenta più volte il suicidio. Nella loro vita entra Sonia, una neolaureata del Nord Italia, affetta dalla sindrome di Stendhal, in fuga dal padre, che vuole a tutti i costi che la figlia lavori nell'azienda di famiglia. La ragazza accetta l'incarico di curare il restauro di una chiesa a Napoli.

## Curiosità
In una scena del film compare un manifesto elettorale per la candidatura dell'onorevole Cosimo Trombetta. È un chiaro riferimento all'omonimo personaggio del film Totò a colori, interpretato da Mario Castellani.